# Kaisa Mäkäräinen
Kaisa Leena Mäkäräinen, née le 11 janvier 1983 à Ristijärvi, est une biathlète finlandaise.
Championne du monde de poursuite lors de l'édition de 2011, elle compte cinq autres médailles mondiales à son palmarès, une d'argent lors du sprint de cette même édition, le bronze en 2012, 2016 et 2017 sur le départ groupé et en 2015 sur l'individuel. Elle remporte également à trois reprises le globe de cristal récompensant la première du classement général de la Coupe du monde, en 2010-2011, en 2013-2014 et en 2017-2018. Elle compte six globes de cristal pour des classements par spécialité, la poursuite en 2011, 2014 et 2015, le sprint en 2014, l'individuel en 2015 et la mass start en 2018. Kaisa Mäkäräinen totalise 27 victoires en Coupe du monde, ayant remporté au moins un succès par saison de 2011 jusqu'à 2020, mais son palmarès aux Jeux olympiques reste vierge en trois participations. Elle est connue pour sa vitesse à skis, courant même des épreuves internationales de ski de fond.
Elle dispute sa dernière épreuve à domicile, le 14 mars 2020, la poursuite de Kontiolahti qui conclut la saison de Coupe du monde 2019-2020, ayant décidé de prendre sa retraite sportive à 37 ans.

## Biographie

### Débuts
Kaisa Mäkäräinen vit à Joensuu et s'entraîne au club de Kontiolahti. Dès la saison 2002-2003, elle court des épreuves officielles de ski de fond. À partir de 2004, elle entre dans l'équipe nationale de biathlon et prend part aux Championnats du monde junior. Lors de la saison 2004-2005, elle fait ses débuts en Coupe du monde et en championnat du monde. En fin d'année 2005, elle marque ses premiers points en Coupe du monde en terminant 29e du sprint d'Hochfilzen.
En 2006-2007, elle améliore ses classements et parvient à entrer dans le top dix à Pokljuka (7e) et deux fois aux Championnats du monde d'Antholz, sur l'individuel et la mass start.

### Premiers podiums
Elle obtient son premier podium en Coupe du monde en décembre 2007 en terminant deuxième d'un sprint organisé à Pokljuka (Slovénie). Elle récidive quelques semaines plus tard lors d'une poursuite à Ruhpolding, en Allemagne. Elle se classe treizième du classement général en 2008.
Lors de la saison 2008-2009, elle monte de nouveau sur le podium lors de deux courses disputées à Antholz, les 24 et 25 janvier 2009. Elle réussit tout d'abord à décrocher la deuxième place de la poursuite après être partie sixième, puis le lendemain, termine troisième de la mass start.

### 2011-2014: championne du monde et double vainqueur de la Coupe du monde
Kaisa Mäkäräinen est la grande révélation de la saison 2010-2011, remportant le globe du général, le petit globe de la poursuite, deux médailles aux championnats du monde, l'argent sur le sprint et l'or sur la poursuite. Avec ses trois premières victoires sur le circuit de la coupe du monde, elle n'est pourtant pas la plus victorieuse des biathlètes cette année-là : Tora Berger, avec six victoires, Magdalena Neuner cinq et Helena Ekholm quatre, la devancent, mais dans une lutte très serrée, la régularité - neuf podiums sur l'ensemble de la saison - de la biathlète finlandaise, combinée aux forfaits ou impasses de l'une ou l'autre de ses adversaires, aura primé en fin de saison.
Elle commence la saison suivante par deux podiums lors de la première étape disputée à Östersund. Elle est encore deuxième du sprint lors de l'étape suivante à Hochfilzen. Elle doit attendre l'étape de Nové Město pour obtenir sa première victoire de la saison (individuel). À Antholz, elle obtient la deuxième place du sprint derrière Neuner et devant Darya Domracheva. Ce podium est identique lors de l'épreuve de sprint de Kontiolahti en Finlande. Elle remporte le lendemain la poursuite grâce un dix-neuf sur vingt au tir, Neuner et Domracheva devant se contenter d'un seize sur vingt. Lors des mondiaux de Ruhpolding, elle doit attendre la dernière épreuve pour parvenir à obtenir une médaille, le bronze, derrière la norvégienne Tora Berger et la Française Marie-Laure Brunet. Elle termine la saison par deux nouveaux podiums à Khanty-Mansiïsk. Elle se classe finalement quatrième du classement général de la Coupe du monde 2011-2012, terminant également deuxième de l'Individuel et troisième du sprint.
En 2012-2013, elle ne parvient pas à remporter la moindre victoire, obtenant toutefois quelques places sur le podium, deuxième puis troisième à Hochfilzen, troisième à Ruhpolding, deuxième puis troisième à Antholz et enfin troisième à Khanty-Mansiïsk lors de la dernière course de la saison, terminant finalement à la cinquième place du classement général. Lors de cet hiver, elle participe aux Championnats du monde de ski de fond, terminant quatorzième du 10 kilomètres style libre. Bien que troisième athlète de sa nation, elle ne figure pas dans le relais.
Lors de la saison 2013-2014, elle remporte sa première victoire lors de la poursuite de Pokljuka, devançant Tora Berger. Elle prend la tête du classement général après le sprint de Kontiolahti, confirmant ensuite en s'imposant lors du deuxième sprint de cette étape. Elle remporte également la troisième course de cette étape, une poursuite. Après s'être assurée de la victoire au classement général de la poursuite en terminant quatrième lors de la dernière étape à Oslo, elle remporte au terme de la dernière course le classement général de la Coupe du monde avec quatre points d'avance sur la tenante du titre Tora Berger, avec un total de 860 points contre 856 à la Norvégienne. Ce gros globe constitue un lot de consolation pour la Finlandaise, après sa déception et ses performances mitigées aux Jeux olympiques de Sotchi en février 2014, où elle ne peut faire mieux que 6e sur la mass-start et 9e sur l'individuel. Sept ans plus tard, en 2021, le classement général de cette édition de la Coupe du monde est bouleversé à la suite de la disqualification pour dopage d'Olga Zaïtseva sur les courses de fin de saison. Après redistribution des points, la Norvégienne Tora Berger, forte à présent de 868 points, passe en tête et remporte le classement devant Kaisa Mäkäräinen (863 points), qui rétrograde alors en seconde position. Cependant la Finlandaise, qui d'une part a été pendant sept ans officiellement lauréate et qui d'autre part n'est pas responsable dans l'affaire concernant Zaïtseva, conserve le gain du gros globe. Tel en a décidé exceptionnellement l'IBU, dans un souci d'équité sportive. Berger et Mäkäräinen sont en effet placées à égalité et déclarées toutes deux vainqueures,. Kaisa Mäkäräinen doit désormais partager son titre de 2013-2014 avec la Norvégienne.

### 2015-2017: nouvelles victoires et podiums aux Championnats du monde
En l’absence de Darya Domracheva, atteinte d’une mononucléose, Kaisa Mäkäräinen est la grande favorite de la saison 2015-2016.
Dès la première étape à Östersund, après une 10e place sur le sprint, Kaisa remporte la poursuite après un dernier tour de folie. Cinquième à l’issue du quatrième tir, la Finlandaise allait remonter une à une toutes ses adversaires : Franziska Preuss, Gabriela Koukalová, Franziska Hildebrand et enfin dans les derniers mètres Dorothea Wierer, laquelle s’était imposé trois jours plus tôt sur l’individuel.
À Hochfilzen, la Finlandaise multiplie les fautes et termine hors du top 20 sur le sprint et la poursuite. À Pokljuka pour la troisième étape, après une dixième place sur le sprint, elle grimpe sur la troisième marche du podium sur la poursuite derrière Laura Dahlmeier et Marie Dorin-Habert. Enfin sur la mass-start, elle remporte sa deuxième victoire de la saison devant Koukalova et Olga Podchufarova. Vingtième après le premier tir couché où elle rate une cible, Mäkäräinen réalise ensuite le sans-faute pour remonter une à une ses adversaires, dont Koukalova qui termine deuxième malgré le 20/20. À l’issue de ce mois de décembre, la Finlandaise pointe au 4e rang du général derrière Koukalova, Dorin-Habert et Hildebrand.
Faute de neige, l'étape de rentrée en janvier à Oberhof est déplacée à Ruhpolding. Trois épreuves sont au programme, dont le sprint, où malgré un 10/10, Mäkäräinen se classe troisième à 2 s 3 d’Hildebrand et 2 s de Koukalova. Sur la poursuite, avec cinq fautes, la Finlandaise termine 13e, tout comme sur la mass-start avec quatre fautes.
La semaine suivante, toujours à Ruhpolding, Kaisa enlève la deuxième place de l’individuel, malgré une minute de pénalité, à 54 s de Dorothea Wierer qui réalise le sans-faute. La Finlandaise déclare forfait sur la mass-start.
Elle est de retour à Antholz où elle ne fait pas mieux qu’une 18e place sur le sprint et une 21e sur la poursuite.
En février, la Coupe du monde fait sa tournée nord-américaine. À Canmore au Canada, Kaisa termine 10e du sprint, puis quatrième de la mass-start, malgré quatre tours de pénalité. A Presque Isle aux États-Unis, Kaisa se classe cinquième du sprint, avant de renouer avec le podium en terminant deuxième de la poursuite entre Koukalova et Dorin-Habert. Avant d’aborder les mondiaux d’Oslo, Kaisa Mäkäräinen est toujours quatrième du général, mais désormais trop loin de Koukalova qui compte 236 points d’avance.
Les championnats du monde d’Oslo deviennent alors le dernier objectif de la Finlandaise. Mais comme c’est souvent le cas, Kaisa n’est pas au rendez-vous et doit se contenter d’une médaille de bronze sur la mass-start, à 8 s de Dorin-Habert qui réalise le sans-faute et remporte son quatrième titre individuel. Sans une faute sur son deuxième tir couché, c’est la Finlandaise qui aurait remporté son deuxième titre. Elle enlève toutefois sa cinquième médaille en championnats du monde.
Enfin la saison se termine en mars 2016 à Khanty-Mansiïsk, où face à Koukalova et Dorin-Habert qui se disputent le gros globe, Mäkäräinen réalise le doublé en s’imposant sur le sprint devant Koukalova et sur la poursuite devant la Française. La Finlandaise termine quatrième du général derrière Koukalova, Dorin-Habert et Wierer.
Lors de la saison 2016-2017 et après dix mois d’attente, elle réalise un nouveau doublé sprint et poursuite à Ruhpolding. Sur le sprint, grâce à un sans-faute aux tirs et une grande aisance sur les skis, elle s’impose devant Gabriela Koukalova à 22 s et Laura Dahlmeier à 30 s, lesquelles ont réalisé aussi un sans-faute. Elle remporte à cette occasion sa 20e victoire en coupe du monde. Le lendemain, elle récidive sur la poursuite en reléguant Koukalova et Dorin-Habert à plus d’une minute. Durant ce week-end, elle démontre qu’elle est toujours capable de jouer les premiers rôles et que lorsque son tir est d’une grande précision, la victoire est au rendez-vous. Durant ce week-end, elle se relance dans la course au gros globe en s’intercalant entre Koukalova et Dahlmeier. Aux mondiaux d’Hochfilzen, elle décroche sa troisième médaille de bronze sur une mass-start, derrière Dahlmeier et Dunklee.
À Pyeongchang, partie en quatrième position après le sprint, elle arrache la deuxième place de la poursuite à 1 min 12 s de Dahlmeier, avec un 18/20 au tir. Enfin pour conclure la coupe du monde, elle se classe de nouveau troisième sur la mass-start d’Oslo-Holmenkollen et finalement troisième du général de la coupe du monde.

### Un troisième globe de cristal en 2018 à 35 ans
Lors de la saison 2017-2018, elle ne remporte que deux victoires, sur la mass-start de Ruhpolding et la poursuite de la dernière étape à Tioumen, mais sa régularité lui permet de jouer le globe et finalement conserver la tête du classement général de la Coupe du monde, avec trois points d'avance sur Anastasia Kuzmina et 18 sur Darya Domracheva. Elle s'offre ainsi à 35 ans le troisième gros globe de cristal de sa carrière après 2011 et 2014, ainsi que le petit globe de la mass-start, le seul qui manquait à son palmarès. Au cours de cette même saison, elle rencontre à nouveau l'échec aux Jeux olympiques en février 2018 à Pyeongchang, alors qu'elle se présente en leader de la Coupe du monde. Elle passe en effet à côté de l'événement, n'obtenant pas mieux qu'une dixième place individuelle sur la mass-start et une sixième place sur le relais mixte. Elle se retrouve ainsi, à l'issue de sa dernière participation, sans la moindre médaille olympique, seule récompense manquante à son palmarès.
Kaisa Mäkärainen commence la saison 2018-2019 avec un doublé sprint-poursuite à Pokljuka, les deux fois devant Dorothea Wierer les 8 et 9 décembre, en réalisant deux sans-faute au tir. Elle ne confirme cependant pas ce bon début et termine la saison en dehors du top 5 du classement général final de la Coupe du monde pour la première fois depuis 2010 (septième en 2019).
Elle remporte sa 27e et dernière victoire en Coupe du monde, la seule de la saison 2019-2020 qu'elle terminera à la onzième place du général, en devançant les Norvégiennes Eckhoff et Røisland sur la mass-start d'Oberhof le 12 janvier 2020. Elle annonce sa retraite le 14 mars 2020 à l'issue de la dernière course d'une saison écourtée d'une étape en raison de la crise de Covid-19, une poursuite disputée chez elle, à Kontiolahti en Finlande, qu'elle termine au pied du podium (quatrième).

### Autres pratiques sportives
Elle s'essaie par la suite à d'autres disciplines sportives et notamment la course en montagne. En vacances à Antholz en septembre 2021, elle découvre la Drei Zinnen Alpine Run et décide d'y participer. Menant la course de bout en bout, elle parvient à résister à la remontée de la favorite locale Agnes Tschurtschenthaler pour s'imposer.

## Palmarès

### Jeux olympiques
| Édition / Épreuve | Individuel | Sprint | Poursuite | Mass start | Relais | Relais mixte                     |
| ----------------- | ---------- | ------ | --------- | ---------- | ------ | -------------------------------- |
| Vancouver 2010    | 46e        | 59e    | 45e       | —          | —      | Épreuve inexistante à cette date |
| Sotchi 2014       | 9e         | 30e    | 16e       | 7e         | —      | —                                |
| Pyeongchang 2018  | 13e        | 25e    | 22e       | 10e        | 15e    | 6e                               |

Légende :
- — : non disputée par Mäkäräinen
- : pas d'épreuve

### Championnats du monde
| Édition / Épreuve       | Individuel                | Sprint                   | Poursuite            | Mass start                | Relais | Relais mixte | Relais mixte simple              |
| ----------------------- | ------------------------- | ------------------------ | -------------------- | ------------------------- | ------ | ------------ | -------------------------------- |
| Hochfilzen 2005         | 49e                       | 73e                      | —                    | —                         | 18e    | —            | Épreuve inexistante à cette date |
| Antholz-Anterselva 2007 | 8e                        | 29e                      | 25e                  | 7e                        | 12e    | —            | Épreuve inexistante à cette date |
| Östersund 2008          | 31e                       | 55e                      | DNS                  | 15e                       | 15e    | —            | Épreuve inexistante à cette date |
| Pyeongchang 2009        | 30e                       | 23e                      | 4e                   | 17e                       | 6e     | —            | Épreuve inexistante à cette date |
| Khanty-Mansiïsk 2011    | 28e                       | Médaille d'argent, monde | Médaille d'or, monde | 4e                        | 10e    | —            | Épreuve inexistante à cette date |
| Ruhpolding 2012         | 28e                       | 27e                      | 20e                  | Médaille de bronze, monde | 16e    | —            | Épreuve inexistante à cette date |
| Nové Město 2013         | 8e                        | 9e                       | 10e                  | 17e                       | 21e    | —            | Épreuve inexistante à cette date |
| Kontiolahti 2015        | Médaille de bronze, monde | 35e                      | 12e                  | 15e                       | 17e    | 9e           | Épreuve inexistante à cette date |
| Holmenkollen 2016       | 19e                       | 9e                       | 7e                   | Médaille de bronze, monde | 17e    | 18e          | Épreuve inexistante à cette date |
| Hochfilzen 2017         | 15e                       | 12e                      | 7e                   | Médaille de bronze, monde | 15e    | 10e          | Épreuve inexistante à cette date |
| Östersund 2019          | 45e                       | 12e                      | 17e                  | 23e                       | —      | 10e          | 12e                              |
| Antholz-Anterselva 2020 | 21e                       | 40e                      | 22e                  | 14e                       | 11e    | 9e           | —                                |

Légende :
- : première place, médaille d'or
- : deuxième place, médaille d'argent
- : troisième place, médaille de bronze
- — : non disputée par Mäkäräinen
- : pas d'épreuve
- DNS : n'a pas pris le départ

### Coupe du monde
- 3 gros globes de cristal en 2011, 2014 et 2018.
- 5 petits globes de cristal :
  - Vainqueur du classement de la poursuite en 2011 et 2014[N 1].
  - Vainqueur du classement du sprint en 2014.
  - Vainqueur du classement de l'individuel en 2015.
  - Vainqueur du classement de la mass start en 2018.

#### Classements en Coupe du monde
| Saison    | Individuel | Individuel | Sprint | Sprint   | Poursuite | Poursuite | Mass start | Mass start | Général | Général  |
| Saison    | Points     | Position   | Points | Position | Points    | Position  | Points     | Position   | Points  | Position |
| --------- | ---------- | ---------- | ------ | -------- | --------- | --------- | ---------- | ---------- | ------- | -------- |
| 2004-2005 | -          | nc         | -      | nc       |           |           |            |            | -       | nc       |
| 2005-2006 | 4          | 54e        | 10     | 63e      | 4         | 63e       |            |            | 18      | 62e      |
| 2006-2007 | 78         | 8e         | 60     | 29e      | 16        | 47e       | 74         | 16e        | 230     | 27e      |
| 2007-2008 | 11         | 43e        | 178    | 10e      | 108       | 15e       | 80         | 14e        | 386     | 13e      |
| 2008-2009 | 47         | 27e        | 192    | 17e      | 178       | 10e       | 140        | 9e         | 577     | 14e      |
| 2009-2010 | 26         | 43e        | 202    | 17e      | 84        | 28e       | 106        | 16e        | 418     | 21e      |
| 2010-2011 | 131        | 6e         | 391    | 2e       | 343       | 1re       | 140        | 9e         | 1005    | 1re      |
| 2011-2012 | 116        | 2e         | 401    | 3e       | 330       | 4e        | 187        | 5e         | 1007    | 4e       |
| 2012-2013 | 104        | 6e         | 324    | 5e       | 255       | 5e        | 171        | 5e         | 834     | 5e       |
| 2013-2014 | 31         | 20e        | 368    | 1re      | 350       | 1re       | 132        | 3e         | 863     | 1re      |
| 2014-2015 | 162        | 1re        | 364    | 2e       | 348       | 2e        | 193        | 5e         | 1044    | 2e       |
| 2015-2016 | 93         | 8e         | 309    | 4e       | 324       | 4e        | 179        | 4e         | 892     | 4e       |
| 2016-2017 | 69         | 11e        | 337    | 3e       | 368       | 3e        | 207        | 3e         | 971     | 3e       |
| 2017-2018 | 84         | 3e         | 258    | 3e       | 280       | 2e        | 216        | 1re        | 822     | 1re      |
| 2018-2019 | 11         | 56e        | 280    | 5e       | 286       | 5e        | 96         | 21e        | 673     | 7e       |
| 2019-2020 | 48         | 21e        | 117    | 23e      | 146       | 7e        | 195        | 4e         | 506     | 11e      |

#### Podiums
- 85 podiums individuels : 27 victoires, 34 deuxièmes places et 23 troisièmes places.

| Résultat  | Individuel | Sprint | Poursuite | Départ Groupé | Total |
| --------- | ---------- | ------ | --------- | ------------- | ----- |
| 1re place | 2          | 8      | 13        | 4             | 27    |
| 2e place  | 4          | 17     | 11        | 2             | 34    |
| 3e place  | 1          | 7      | 9         | 7             | 24    |

Elle n'a aucun podium en relais.

#### Détail des victoires
| Saison \ Épreuve | Individuel           | Sprint                     | Poursuite                               | Mass start | Total |
| 2010-2011        |                      | Östersund                  | Östersund Khanty-Mansiïsk (Ch.du monde) |            | 3     |
| 2011-2012        | Nové Město na Moravě |                            | Kontiolahti                             |            | 2     |
| 2013-2014        |                      | Kontiolahti                | Pokljuka Kontiolahti                    |            | 4     |
| 2014-2015        | Holmenkollen         | Hochfilzen Khanty-Mansiïsk | Östersund Hochfilzen                    | Pokljuka   | 6     |
| 2015-2016        |                      | Khanty-Mansiisk            | Östersund Khanty-Mansiïsk               | Pokljuka   | 4     |
| 2016-2017        |                      | Ruhpolding                 | Ruhpolding                              |            | 2     |
| 2017-2018        |                      |                            | Tioumen                                 | Ruhpolding | 2     |
| 2018-2019        |                      | Pokljuka                   | Pokljuka Hochfilzen                     |            | 3     |
| 2019-2020        |                      |                            |                                         | Oberhof    | 1     |
| Total            | 2                    | 8                          | 13                                      | 4          | 27    |

### Championnats du monde de biathlon d'été
- Médaille d'or du sprint et de la poursuite en 2007.
- Médaille d'or du relais mixte et de la poursuite en 2016.

## Palmarès en ski de fond

### Championnats du monde
| Mondiaux \ Épreuve | Sprint                           | Sprint    | 10 km | 10 km                            | Poursuite 2 × 7.5 km | 30 km | Relais | Relais   |
| Mondiaux \ Épreuve | libre                            | classique | libre | classique                        | Poursuite 2 × 7.5 km | 30 km | Sprint | 4 × 5 km |
| 2013 Val di Fiemme | Épreuve inexistante à cette date | —         | 14e   | Épreuve inexistante à cette date | —                    | —     | —      | —        |

### Coupe du monde
- Meilleur classement général : 88e en 2014.
- Meilleur résultat individuel : 9e au dix kilomètres libre de Lahti en 2014.

#### Classements en Coupe du monde
| Saison    | Classement général final | Classement distance | Classement sprint |
| 2008-2009 | 130e                     | 94e                 |                   |
| 2013-2014 | 88e                      | 57e                 |                   |

### Championnats de Finlande
Elle remporte le titre national du dix kilomètres libre en 2013 et du cinq kilomètres libre en 2017.

## Récompenses
En 2011, elle est élue sportive finlandaise de l'année. En 2018, elle reçoit la Médaille Holmenkollen, plus haute récompense du ski nordique.